# Teknik för alla
Teknik för alla, populärt kallad TfA, var en svensk teknik- och motortidskrift som utgavs 1940-2001. Den grundades av Torsten Althin och var under åren före sin nedläggning Sveriges äldsta tekniska tidning i aktiv utgivning[källa behövs]. Innehållet i de tidiga årgångarna var bland annat ritningar för modellbygge.
Som tecknad serie i tidningen gick Buck Rogers från 1940 till 1967.